# Living Desert Zoo and Gardens
Le Living Desert Zoo and Gardens est un parc zoologique situé à Palm Desert en Californie, États-Unis. Le zoo est créé en 1970 par des fiduciaires du Palm Springs Art Museum dans l'optique de préserver, de comprendre et de présenter l'écosystème, la vie animale et végétale des déserts. Le parc possède 485 hectares de terrain désertique dont 400 hectares sont laissés à l'état naturel.
Le Living Desert Zoo and Gardens est membre de l'Association des zoos et des aquariums (AZA) et de l'Association mondiale des zoos et des aquariums (WAZA). Il abrite environ 430 animaux de 150 espèces différentes telles que le Lycaon, le Cardinal à tête noire, le Guépard ou le Chat des sables. Le Living Desert Zoo and Gardens est également un jardin botanique qui reproduit les déserts d'Afrique et d'Amérique ; il a par exemple une collection d'agaves.